# Agustín Rodríguez Santiago
Agustín Rodríguez Santiago (ur. 10 września 1959 w Marín) – piłkarz hiszpański grający na pozycji bramkarza.
Większość kariery spędził w Realu Madryt, w którym spędził dziewięć sezonów, większość jako rezerwowy, choć w 1983, kiedy to rozegrał 29 meczów ligowych, udało mu się zdobyć Trofeo Zamora. W 1990 został piłkarzem CD Tenerife, gdzie pozostał do 1994.
Nigdy nie wystąpił w pierwszej reprezentacji Hiszpanii, zagrał jedynie 12 spotkań w drużynie do lat 21.